# 十朱幸代
十朱幸代（日语：／ Toake Yukiyo，1942年11月23日—），女，日本演员。曾获得藍絲帶獎最佳女主角、每日電影獎最佳女主角等奖项。